# RC Strasbourg Alsace (damer)
Racing Club de Strasbourg Alsace Féminines, oftast benämnt RC Strasbourg, eller helt enkelt bara Racing, är en professionell fotbollsklubb med säte i Strasbourg, i regionen Alsace i nordvästra Frankrike. Föreningen har elitlag i både dam- och herrserierna. Medan herrsektionen funnits sedan 1909 grundades damsektionen inte förrän år 2011. Damerna spelar för närvarande i Première Ligue sedan 2024/25.

## Historia
Damsektionen i RC Strasbourg Alsace började 2011 med ett U7-lag. A-laget kom till säsongen 2016–2017. 
År 2019 vann Les Strasbourgeoises Alsace Regional 1-mästerskapet men lyckades inte kvala till division 2 i det nationella uppflyttningsslutspelet.
Men man lyckades året efter, 2020, då Racing gick upp till La Seconde Ligue (division 2 i det franska seriesystemet). Klubben anställde en ny tränare, Vincent Nogueira som hade själv spelat i herrlaget några år innan. Han utvecklade damlaget ytterligare. Efter fyra säsonger i La Seconde Ligue kröntes laget till mästare säsongen 2023–2024, vilket innebar uppflyttning till Première Ligue för första gången i klubbens historia.